# 野豬鱷屬
野豬鱷屬（學名︰Kaprosuchus）是鱷形超目馬任加鱷科的一屬，生存於白堊紀晚期的非洲。

## 發現與命名
化石是一個接近完整的頭顱骨，發現於尼日的El Echkar組地層。在2009年，古生物學家保羅·塞里諾（Paul Sereno）、漢斯·拉森（Hans Larsson）在期刊《ZooKeys》公佈這些化石的敘述、命名研究。模式種是薩哈拉野豬鱷（K. saharicus）。屬名由古希臘文的野豬（kapros）與鱷魚（souchos）構成。野豬鱷的嘴部有大型犬齒型牙齒，外型類似野豬的長牙，這也是牠們的屬名來源。在同分研究裡，賽里諾等人還命名了鴨鱷、薄煎餅鱷，都是生存於白堊紀晚期的非洲。 

## 敘述

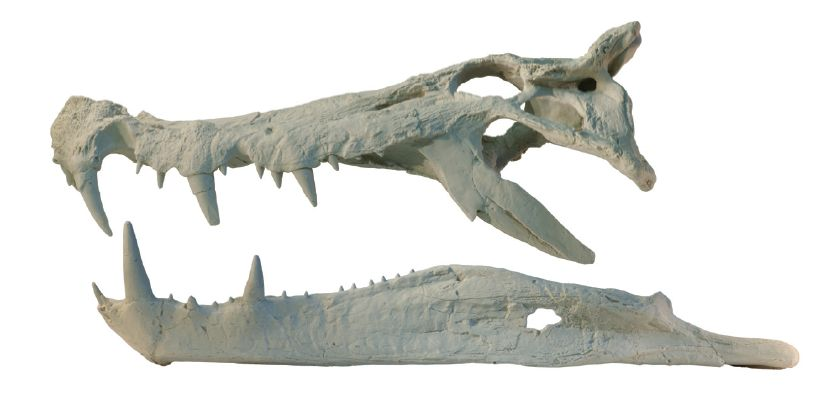
野豬鱷的頭顱骨側面

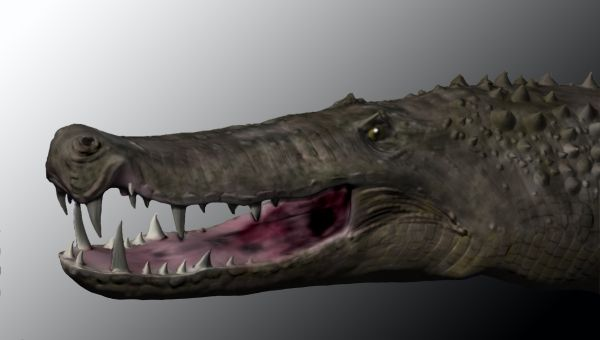
野豬鱷的頭部重建圖

根據目前發現的頭顱骨化石，野豬鱷被推測身長約6公尺。上頜、下頜的前段有數顆大型犬齒型牙齒，當嘴部咬合時，下頜長牙會嵌入上頜邊的凹處。在已知的其他早期鱷形類化石，還沒有發現這種齒列。此外，鱗狀骨、頂骨形成大型角狀隆起，朝向頭後方突起。野豬鱷的近親馬任加鱷也有類似的頭後側隆起。
野豬鱷的口鼻部長度適中，末端的外鼻孔朝上。野豬鱷的牙齒粗大、側向較扁平；而其他具有類似口鼻部的鱷形類，牙齒較小、接近圓椎狀。與其他同期鱷形類相比，野豬鱷的頭部後段較高。野豬鱷的前上頜骨隆起，使口鼻部末端略為翹起。研究人員推測，這個部位在生前可能覆蓋者角質。兩塊前上頜骨的接合處表面平滑。
野豬鱷的眼眶朝向兩側，略朝前方，而非略為朝上。塞里諾等人推測，野豬鱷的雙眼是也部份重疊，可能具有某種程度的立體視覺。

## 分類

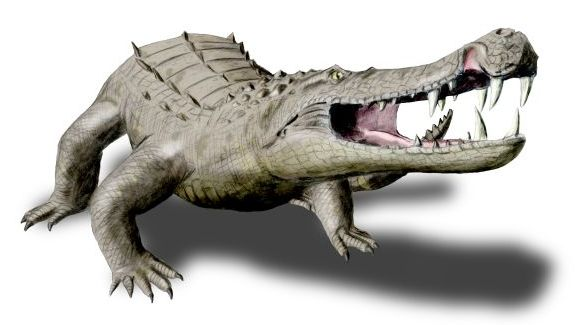
野豬鱷的想像圖

塞里諾、拉森在命名野豬鱷等三屬時，同時建立馬任加鱷科（Mahajangasuchidae）。在種系發生學定義裡，馬任加鱷科在新鱷類演化支的演化位置，比大頭鱷科原始。馬任加鱷科目前僅包含兩屬︰模式屬馬任加鱷、野豬鱷，兩屬都生存於白堊紀晚期的非洲。
野豬鱷與馬任加鱷有許多共同特徵有。鼻骨間縫癒合，後段間縫沒有癒合。外關節窩孔朝向兩側。頜部關節的位置低於前上頜骨的牙齒齒列。下頜聯合處縱深。外翼骨（Ectopterygoid bone）方向接近垂直，與顴骨的側邊接觸。鼻後孔中隔成喇叭狀，是與齶骨的接合處。鱗狀骨與頂骨接合處形成角狀的後背突起，野豬鱷的角狀突起比馬任加鱷還要明顯。

## 古生物學

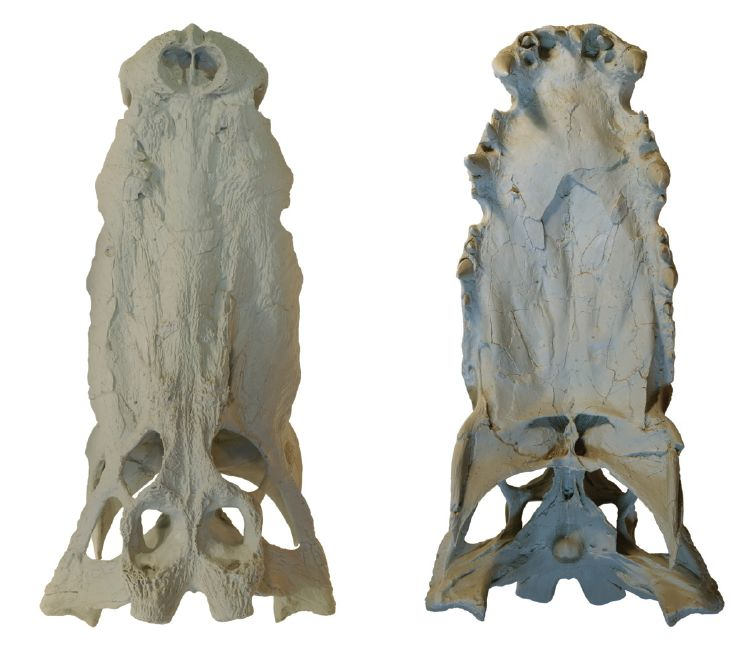
頭顱骨的上側(左)、下側(右)

野豬鱷被認為是種陸棲掠食動物，主要活動於陸地環境。野豬鱷的眼眶朝向兩側，但稍微朝前，因此牠們可能有某種程度的立體視覺。野豬鱷可能生存於陸地環境，才演化出初步立體視覺，有利於獵捕動物。許多現代鱷魚、早期新鱷類的眼睛朝向兩側，稍微朝上方，這顯示牠們可能是水生動物，平常棲息於水中，眼睛觀察水面上的動靜，再伏擊水邊的動物。
野豬鱷的頜部、牙齒特徵，也支持牠們是陸棲動物的理論。牠們有數顆大型犬齒型牙齒，這些牙齒相當筆直、邊緣銳利；而棲息於水裡的其他鱷形類，牙齒呈圓椎狀、或彎曲狀、邊緣較不銳利。下頜的關節後突（Retroarticular process）長，允許牠們迅速作出嘴部開合的大動作，有利於撕咬獵物。野豬鱷的鼻骨癒合，當牠們用嘴部撕咬獵物時，嘴部骨頭能承受更大壓強，因此牠們能做出更大咬合力。野豬鱷的口鼻部末端朝上，外鼻孔也朝上，當牠們獵捕獵物時，如果口鼻部遭到碰撞，這種口鼻部形狀可保護口鼻部末端。此外，研究人員推測口鼻部末端在生前覆蓋者角質，也可承受獵捕時的意外碰撞。

## 外部連結
- 野豬鱷 （页面存档备份，存于）  -ZooBank
- 野豬鱷 （页面存档备份，存于） - Paleobiology Database